# Excalibur Automobile

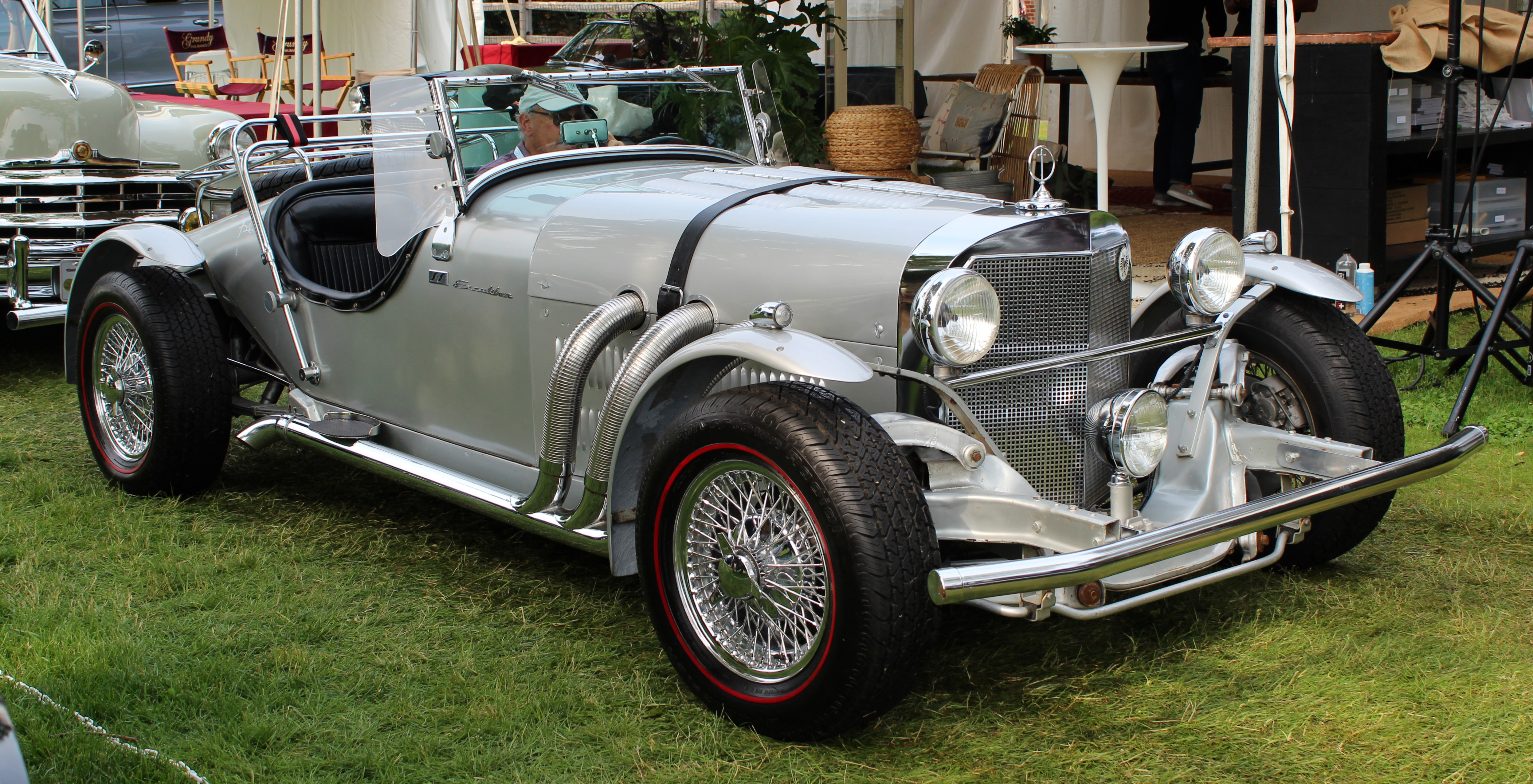
Excalibur Series I

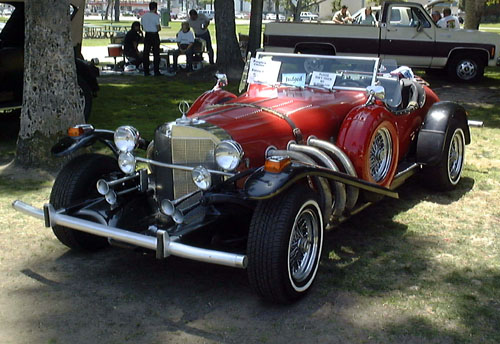
Excalibur Series II

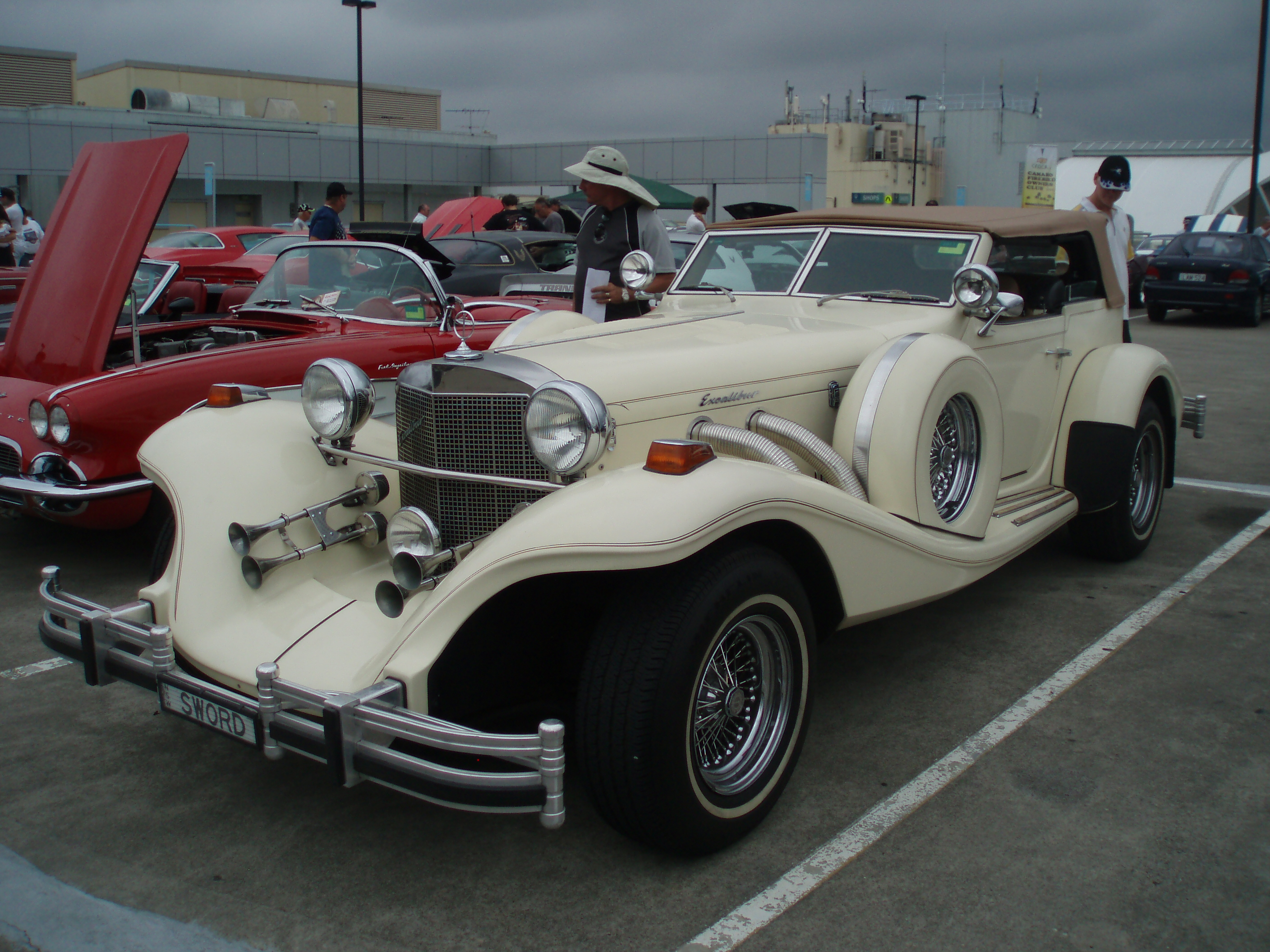
Excalibur Series IV

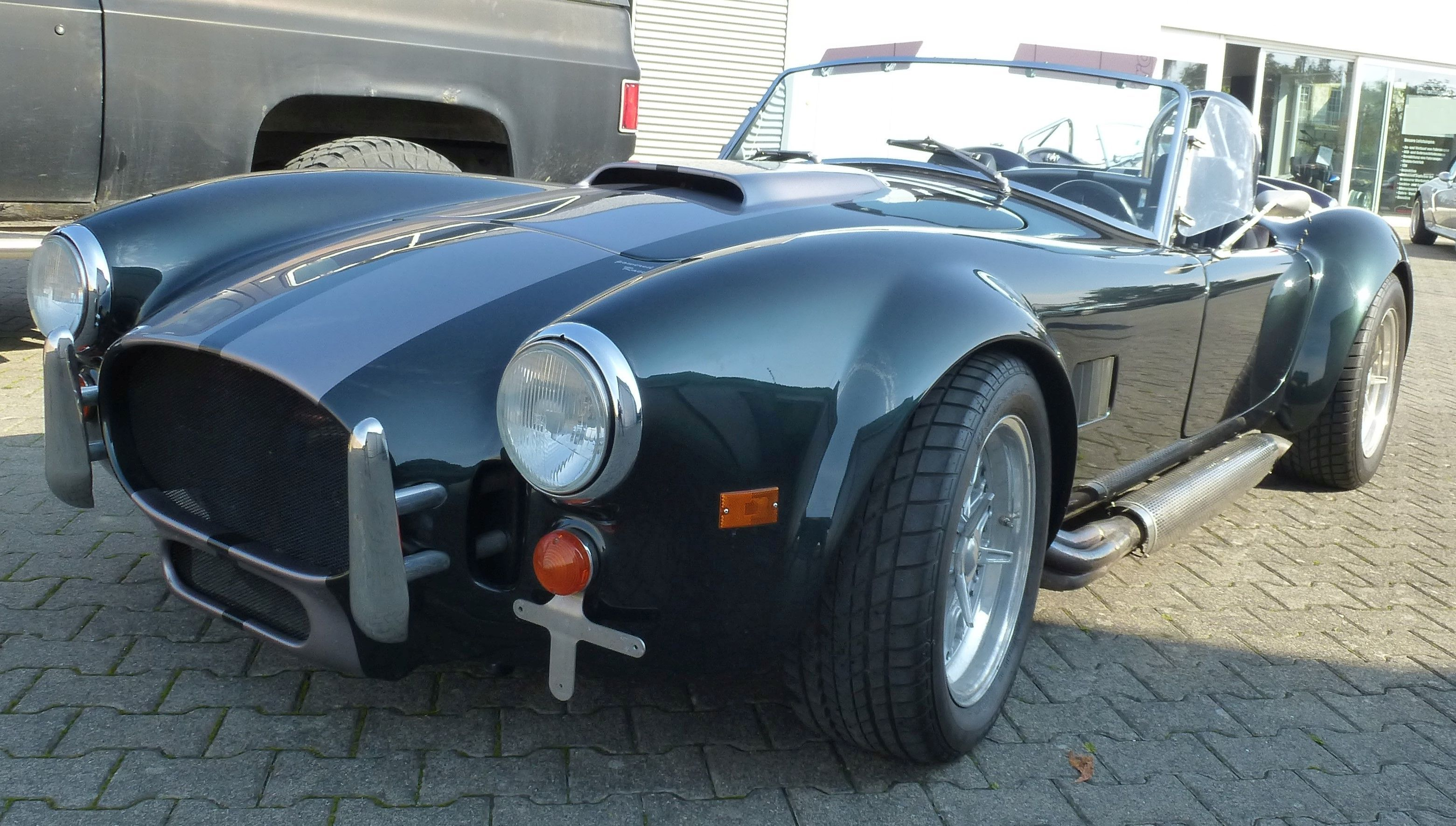
Excalibur Cobra

niepowiązana z firmą zbudowana w 1995 roku replika potocznie nazywana "Excalibur"

Excalibur Automobile Corporation – amerykański producent neoklasycznych samochodów osobowych z siedzibą w Milwaukee działający w latach 1964–1997.

## Historia

### Początki
Na początku lat 60. XX wieku amerykańskie przedsiębiorstwo Studebaker było w schyłkowym okresie istnienia, a jego głównym projektantem był Brooks Stevens. W 1964 roku firma przedstawiła prototyp Studebaker SS, który powstał w estetyce neoklasycznej jako replika dawnego sportowego modelu Mercedes-Benz SSK. 
Prezentacja pojazdu zbiegła się z bankructwem Studebakera i zniknięciem go z rynku, jednakże - Stevens był zmotywowany do wyprodukowania pojazdu w krótkiej serii, w czego celu założył w 1964 roku ze swoimi synami Davidem i Williamem przedsiębiorstwo SS Automobiles Inc., które ostatecznie otrzymało jednak nazwę Excalibur. Po wyprodukowaniu krótkiej serii repliki Mercedesa, modelu SSK, a także repliki Bugatti o nazwie 35 X, w 1965 roku Excalibur przedstawił swój pierwszy autorski projekt pod nazwą Series I. Zapoczątkowało to serię luksusowo-sportowych kabrioletów.
Samochody Excalibur zdobyły dużą popularność w latach 70. XX wieku wśród postaci amerykańskiego show-biznesu. Nabywcami neoklasycznych, budowanych na zamówienie awangardowych pojazdów byli m.in. Bill Cosby, Frank Sinatra czy Steve McQueen. Wśród właścicieli Excaliburów znalazł się także ówczesny monarcha Hiszpanii. Pojazdy obecne były także na planie Hollywoodzkich produkcji.

### Schyłkowy okres
Kryzysowym etapem w historii firmy była druga połowa lat 80. XX wieku, gdy przedstawiono model Series V. Poprzez zmianę charakterystyki montowanych jednostek napędowych, które stały się znacznie słabsze, samochód zatracił swój sportowy charakter, stając się jednocześnie znacznie droższym. Już rok po premierze, w 1986 roku, z powodu niewielkiego zainteresowania i powiązanych z tym kłopotów finansowych, Excalibur ogłosił bankructwo. Decyzja ta rozpoczęła okres częstych zmian na stanowiskach właścicielskich.
Jeszcze w roku ogłoszenia upadłości firmę przejął przedsiębiorca z Wisconsin, Henry Warner. Zapewnił on środki na dalsze funkcjonowanie firmy i kontynuację produkcji modelu Series V. 5 lat później firma ponownie zmieniła zarząd, na którego czele stanął w 1991 roku Michael Timmer, który nie uchronił jednak Excalibura przed ponownym, drugim bankructwem. Ostatnią w dziejach Excalibura próbę przywrócenia na rynek podjął niemiecki biznesmen Udo Geitlinger, który razem z synem z powodzeniem wdrożył na rynek model Series VI wraz z własnym wariantem słynnego roadstera Cobra. Były to dwa ostatnie pojazdy marki Excalibur w historii, która zakończyła produkcję samochodów w 1997 roku. 

### XXI wiek
Prawa do nazwy Excalibur posiada od 2003 roku przedsiębiorczyni Alice Preston, która w ramach małego przedsiębiorstwa Camelot Classic Cars z Wisconsin zapewnia usługi serwisowe dla właścicieli ok. 3500 łącznie wyprodukowanych w historii samochodów Excalibur. Jeden z egzemplarzy Excalibura obecny jest w Polsce w tamtejszym muzeum w Olsztynie.
Nazwa Excalibur przez ponad 50 lat obecności na rynku motoryzacyjnym uległa procesowi pospolicenia i stała się potocznym określeniem na niepowiązane z oryginalną amerykańską firmą repliki i Kit cary utrzymane w estetyce neoklasycznej, na czele z limuzynami opartymi na podzespołach Lincolnów.

## Modele samochodów

### Repliki
- 35 X (1965–1967)

### Historyczne
- Series I (1965–1969)
- Series II (1970–1975)
- Series III (1975–1980)
- Series IV (1980–1985)
- Series V (1985–1991)
- Series VI (1991–1997)
- Cobra (1993–1997)